# بوريس الثالث ملك بلغاريا

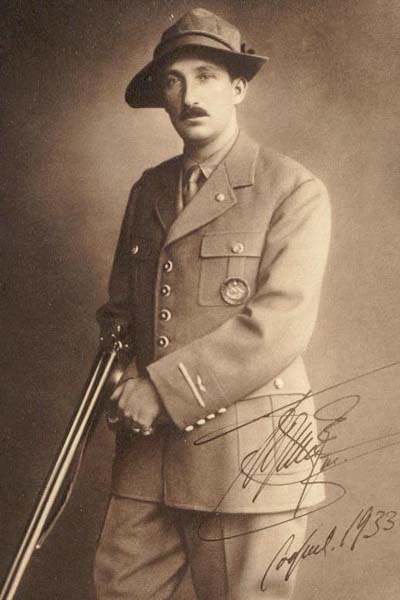
بوريس الثالث ملك بلغاريا

الملك (بالبلغارية: Борис Клемент Роберт Мария Пий Луи Станислав Ксавие Сакскобургготски) بوريس الثالث (30 يناير، 1894 - 28 أغسطس، 1943) (اسمه الكامل Boris Klemens Robert Maria Pius Ludwig Stanislaus Xaver)، ابن الملك فرديناند الأول ملك بلغاريا وأمه ماري لويز أميرة بلغاريا (1893-1899) وزوجته جيوفانا، وصل إلى العرش في 1918 بعد تنازل أبيه، حين هُزِمَت بلغاريا في الحرب العالمية الأولى. وقد كانت تلك ثانية خسارة كبرى للبلاد في خمسة سنوات فقط، بعد كارثة حرب البلقان الثانية عام 1913 وخلفه أبنه الملك سيميون الثاني.

## حياة مبكرة
وُلد بوريس في 30 يناير عام 1894 في صوفيا لفرديناند الأول، أمير بلغاري، وزوجته الأميرة ماريا لويز دي بوربون-بارما.
في فبراير عام 1896، مهد والده الطريق للمصالحة بين بلغاريا وروسيا بتحويل الأمير الرضيع بوريس من الكاثوليكية الرومانية إلى المسيحية الأرثوذكسية الشرقية، وهي الخطوة التي أصابت زوجة فرديناند بخيبة أمل، وأكسبت فرديناند عداء أقاربه الكاثوليك النمساويين (خاصةً عمه فرانز جوزيف الأول من النمسا) والحرمان من الكنيسة الكاثوليكية. من أجل إصلاح هذا الوضع الصعب، عمّد فرديناند جميع أطفاله المتبقين ككاثوليك. نُصب نيقولا الثاني إمبراطور روسيا عرابًا لبوريس والتقى بالصبي الصغير في أثناء زيارة فرديناند الرسمية إلى سانت بطرسبرغ في يوليو عام 1898.
حصل على تعليمه الأولي في ما يسمى بمدرسة القصر الثانوية، التي أنشأها فرديناند في عام 1908 لأبنائه فقط. تخرج بوريس لاحقًا من المدرسة العسكرية في صوفيا، ثم شارك في حروب البلقان. في أثناء الحرب العالمية الأولى، شغل منصب ضابط اتصال في هيئة الأركان العامة للجيش البلغاري على الجبهة المقدونية. في عام 1916، ترقى إلى رتبة عقيد وانضم مرة أخرى كضابط اتصال مع مجموعة جيش ماكينسن والجيش البلغاري الثالث للعمليات ضد رومانيا. عمل بوريس بجد لتهدئة العلاقات الصعبة في بعض الأحيان بين المشير ماكينسن والفريق ستيفان توشيف، قائد الجيش الثالث. من خلال شجاعته وكونه مثالًا شخصيًا يُحتذى به، حصل على احترام القوات وكبار القادة البلغاريين والألمان، حتى أمين عام المخازن للجيش الألماني، إريك لودندورف، الذي فضل التعامل شخصيًا مع بوريس ووصفه بأنه مُدرب بشكل ممتاز، كجندي ناضج خلال سنواته. في عام 1918، أصبح بوريس لواء كبيرًا.

## زواج ونسب
تزوج بوريس من جيوفانا من إيطاليا، ابنة فيكتور إيمانويل الثالث، في احتفال كاثوليكي -ليس قداسًا- في كنيسة القديس فرنسيس الأسيزي في أسيزي بإيطاليا، في 25 أكتوبر عام 1930. سجل بينيتو موسوليني الزواج في مبنى البلدية مباشرة بعد الخدمة الدينية. أنتج زواجهما طفلين: ابنة، ماريا لويزا، وُلدت في 13 يناير عام 1932، وابن وريث العرش، سيميون، وُلد في 16 يونيو عام 1937.

## لقاءات مع هتلر
استمر الضغط النازي على التسار بوريس الثالث لترحيل اليهود البلغاريين. في نهاية مارس، »دعا «هتلر التسار لزيارته. عند عودته إلى المنزل، أمر بوريس الرجال اليهود أقوياء البنية بالانضمام لوحدات الأشغال الشاقة لبناء الطرق داخل مملكته. يُعتقد على نطاق واسع أن هذه كانت محاولة التسار لتجنب ترحيلهم.
في أثناء مايو عام 1943، خطط دانيكر وبيليف، مفوض الشؤون اليهودية ، لترحيل أكثر من 48,000 يهودي بلغاري، الذين حُملوا على بواخر على نهر الدانوب. استمر بوريس في لعبة القط والفأر التي كان يلعبها منذ فترة طويلة؛ أصر النازيون على أنه هناك حاجة لليهود البلغاريين من أجل بناء الطرق وخطوط السكك الحديدية داخل مملكته. طلب المسؤولون النازيون من بلغاريا ترحيل سكانها اليهود إلى بولندا التي تحتلها ألمانيا. تسبب الطلب في احتجاج عام، ونُظمت حملة كان أبرز قادتها متحدث نائب رئيس البرلمان ديميتار بيشيف ورئيس الكنيسة الأرثوذكسية البلغارية، رئيس الأساقفة ستيفان. بعد هذه الحملة، رفض بوريس السماح بتسليم ما يقارب 50,000 يهودي إلى بلغاريا.
في 30 يونيو عام 1943، كتب المبعوث الرسولي أنجيلو رونكالي، البابا المستقبلي يوحنا الثالث والعشرون، إلى بوريس طالبًا الرحمة من أجل »أبناء الشعب اليهودي«. كتب أنه لا ينبغي على التسار بوريس الموافقة بأي حال من الأحوال على العمل المخزي الذي يطالب به هتلر. في نسخة الرسالة، أشار البابا المستقبلي، بخط يده، إلى رد القيصر شفهيًا على رسالته. تقول المذكرة (»فعل القيصر شيئًا ما«)؛ وفي أثناء ملاحظة الوضع الصعب للملك، شدد رونكالي مرة أخرى قائلًا (»لكن أكرر ، لقد فعل«). 

يشير مقتطف من مذكرات الحاخام دانيال زيون، الزعيم الروحي للجالية اليهودية في بلغاريا خلال سنوات الحرب، إلى ما يلي:
لا تخافوا إخوتي وأخواتي الأعزاء! ثقوا بالصخرة المقدسة لخلاصنا... أبلغني الأسقف ستيفن أمس بمحادثته مع التسار البلغاري. عندما ذهبت لرؤية الأسقف ستيفن قال: »أخبر شعبك، لقد وعد التسار، بأن اليهود البلغاريين لن يتركوا حدود بلغاريا... «. عندما عدت إلى الكنيس، ساد الصمت تحسبًا لنتائج لقائي مع الأسقف ستيفن. عندما دخلت، كانت كلماتي: »نعم، إخوتي وأخواتي، سمع الله صلواتنا... .« 
كان الأمر الأكثر إزعاجًا بالنسبة لهتلر هو رفض التسار إعلان الحرب على الاتحاد السوفيتي أو إرسال القوات البلغارية إلى الجبهة الشرقية. في 9 أغسطس عام 1943، استدعى هتلر بوريس إلى اجتماع عاصف في كيترزين، بروسيا الشرقية. وصل بوريس بالطائرة من مطار صوفيا في 14 أغسطس. أكد التسار موقفه مرة أخرى بعدم إرسال اليهود البلغاريين إلى معسكرات الموت في الأراضي التي احتلها الألمان بولندا أو ألمانيا. بينما أعلنت بلغاريا حربًا »رمزية« على المملكة المتحدة والولايات المتحدة البعيدين، لم يكن التسار على استعداد للقيام بأكثر من ذلك. في الاجتماع، رفض بوريس مرة أخرى التورط في الحرب ضد الاتحاد السوفيتي، موضحًا سببين رئيسيين لعدم رغبته في إرسال قوات إلى روسيا. السبب الأول، كان لدى العديد من البلغاريين العاديين عاطفة قوية مؤيدة لروسوفيليا. والسبب الثاني، ظل الموقف السياسي والعسكري لتركيا غير واضح. تحولت الحرب »الرمزية« ضد الحلفاء الغربيين إلى كارثة بالنسبة لمواطني صوفيا، حيث تعرضت المدينة لقصف عنيف من قبل القوات الجوية لجيش الولايات المتحدة وسلاح الجو الملكي في عام 1943 و1944. (بدأ قصف المدن البلغارية من قبل سلاح الجو الملكي في أبريل عام 1941 دون إعلان الحرب).
وصلت المعارضة البلغارية إلى ذروتها في هذا الاجتماع الرسمي الأخير بين هتلر وبوريس. تشير تقارير الاجتماع إلى أن هتلر كان غاضبًا من التسار لرفضه إما الانضمام إلى الحرب ضد الاتحاد السوفيتي أو ترحيل اليهود داخل مملكته. في نهاية الاجتماع، اتفق على أنه »لن يُرحل اليهود البلغاريين، لأن التسار بوريس أصر على أن هناك حاجة لليهود في مختلف مهام العمل بما في ذلك صيانة الطرق«.

## وفاة

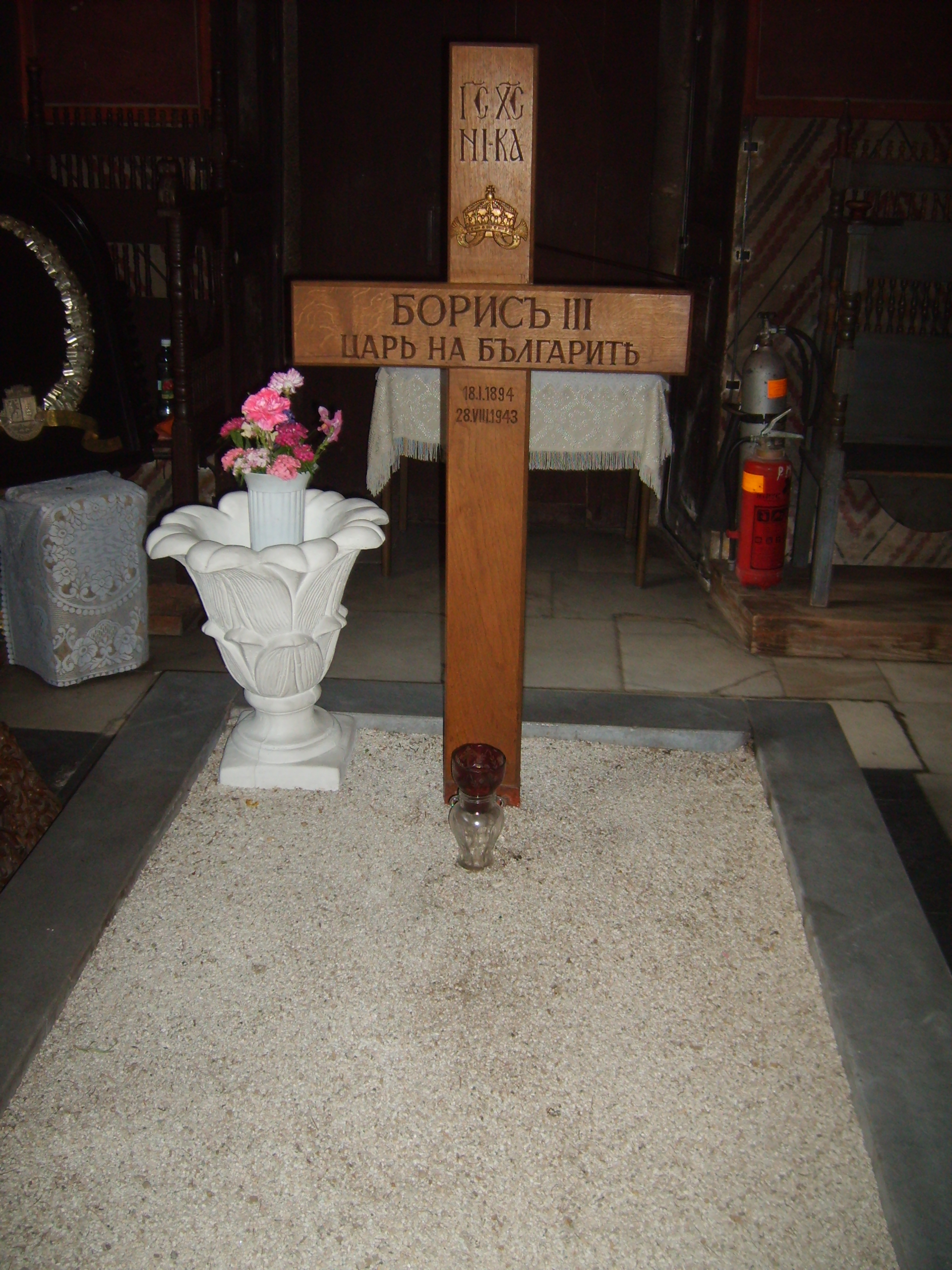
وفاة الملك بوريس الثالث ملك بلغاريا

بعد فترة وجيزة من عودته إلى صوفيا من لقاء مع هتلر، تُوفي بوريس بسبب نوبة قلبية واضحة في 28 أغسطس عام 1943. وفقًا لمذكرات الملحق الألماني في صوفيا في ذلك الوقت، اعتقد العقيد فون شوينبيك والطبيبان الألمانيان اللذان حضرا وفاة الملك -ساجيتز وهانز إيبنغر- أنه مات من نفس السم الذي وجده الدكتور إيبنغر كما يزعم قبل ذلك بسنوات في فحص ما بعد الوفاة لرئيس الوزراء اليوناني، إيوانيس ميتاكساس، وهو سم بطيء يستغرق أسابيع للقيام بعمله ويتسبب في ظهور بقع على جلد ضحيته قبل الوفاة. 
خلف بوريس ابنه سيميون الثاني البالغ من العمر ست سنوات، تحت وصاية مجلس ريجنسي برئاسة شقيق بوريس الأمير كيريل من بلغاريا.
بعد جنازة دولية كبيرة ومثيرة للإعجاب في كاتدرائية ألكسندر نيفسكي بصوفيا، حيث كانت الشوارع مليئة بالحشود الباكية، نُقل نعش التسار بوريس الثالث بالقطار إلى الجبال ودُفن في أكبر وأهم دير في بلغاريا، دير ريلا. بعد توليه السلطة في سبتمبر عام 1944، أخرجت الحكومة التي يهيمن عليها الشيوعيون جثته ودفنتها سرًا في فناء قصر فرانا، بالقرب من صوفيا. في وقت لاحق، نقلت السلطات الشيوعية النعش المصنوع من الزنك من فرانا إلى مكان سري، والذي لا يزال مجهولًا حتى يومنا هذا. بعد سقوط الشيوعية، أُجري حفر في قصر فرانا. عُثر على قلب بوريس فقط، إذ وُضع في أسطوانة زجاجية خارج النعش. أخذت أرملته القلب في عام 1994 إلى دير ريلا حيث أُعيد دفنه مرة أخرى.
وُضع نقش خشبي على الجانب الأيسر من قبره في دير ريلا، صنعه سكان قرية أوسوي بمقاطعة ديبار، في 10 أكتوبر عام 1943. يحمل النقش العبارة التالية:
إلى التسار المحرر بوريس الثالث، من مقدونيا الممتنة.

## روابط خارجية
- بوريس الثالث ملك بلغاريا على موقع الموسوعة البريطانية (الإنجليزية)
- بوريس الثالث ملك بلغاريا على موقع مونزينجر (الألمانية)